# ادوارد نوریس
ادوارد نوریس (انگلیسی: Edward Norris؛ ۱۰ مارس ۱۹۱۱ – ۱۸ دسامبر ۲۰۰۲) بازیگر اهل ایالات متحده آمریکا بود. وی بین سال‌های ۱۹۳۳ تا ۱۹۶۳ میلادی فعالیت می‌کرد.
از فیلم‌ها یا برنامه‌های تلویزیونی که وی در آن نقش داشته است می‌توان به گوریل، شهرک پسرها، مردی از آلامو، ملکه کریستینا، دختر شهر کوچک، ماریتای بدجنس، بانو نقشه‌هایی دارند، و شکارچیان گرگ اشاره کرد.